# آرامگاه حجره‌ای

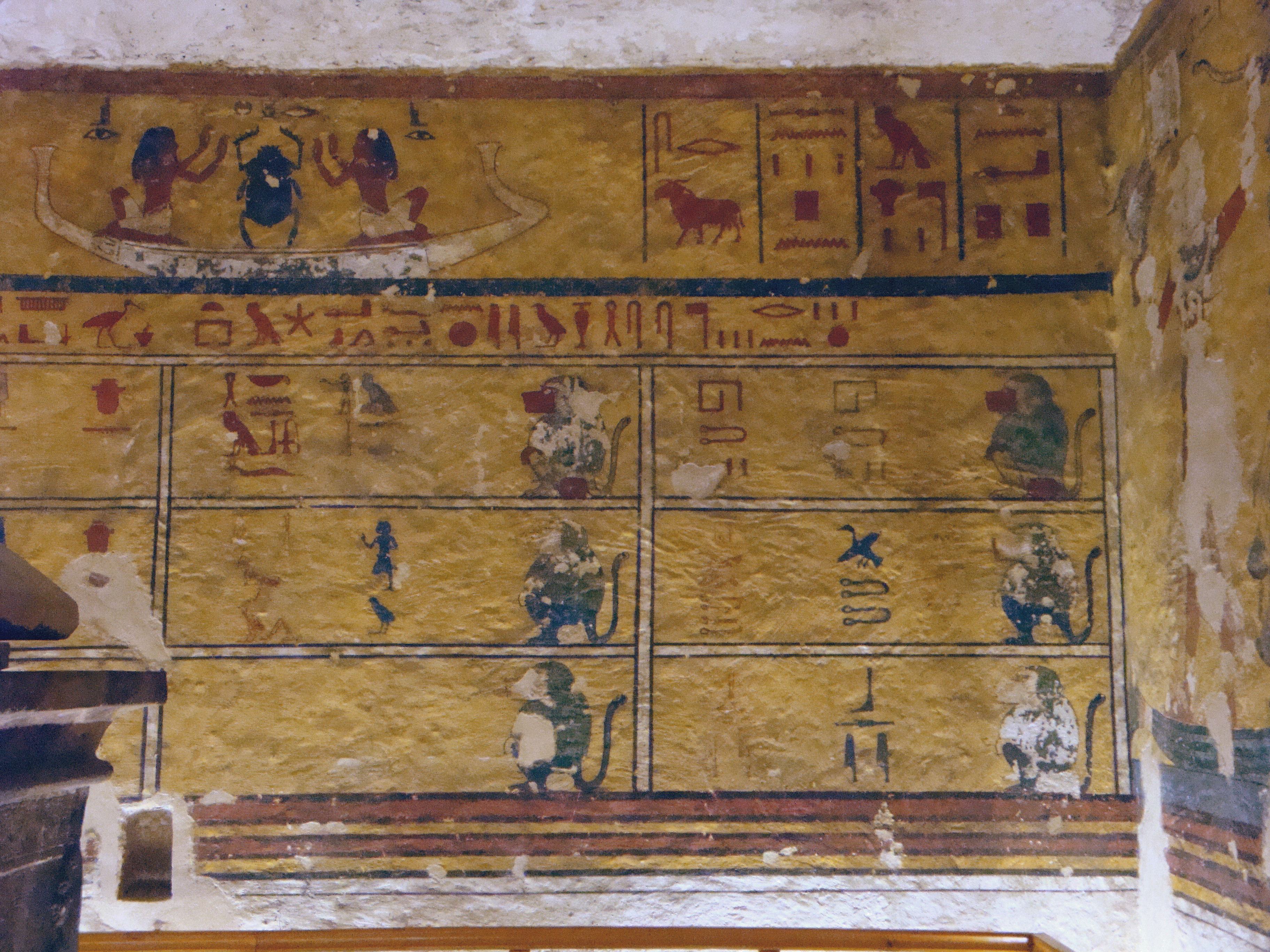
آرامگاه حجره‌ای یک فرعون

آرامگاه حجره‌ای (انگلیسی: Chamber tomb) آرامگاهی برای خاک‌سپاری مردگان بوده و در فرهنگ‌های مختلفی وجود داشته. آرامگاه‌های حجره‌ای فردی معمولاً ناظر به جایگاه اجتماعی بالاتر میت نسبت به مردگان دفن شده در گور بوده‌است. در برخی موارد نیز آرامگاه حجره‌ای برای دفن مردگان یک خانواده یا گروه اجتماعی در گذر سالیان بسیار به‌کار می‌رفته.
این آرامگاه‌ها با سنگ و گاه چوب ساخته می‌شده‌اند. بیشتر آنها از خرسنگ بوده‌اند و با سنگ‌چین، گورپشته، یا خاک پوشیده می‌شدند. برخی آرامگاه‌های حجره‌ای هم یادمان‌هایی سنگی یا اتاقک‌های چوبی پوشیده‌شده با گورپشته کشیده بوده‌اند. در بسیاری از آرامگاه‌های حجره‌ای اثاث قبر قرار داشته.